# Oberea sumbana
Oberea sumbana es una especie de escarabajo longicornio del género Oberea, subfamilia Lamiinae. Fue descrita científicamente por Breuning en 1962.
Se distribuye por Indonesia. Mide 13,3-15 milímetros de longitud. El período de vuelo de esta especie ocurre en los meses de mayo, agosto y octubre.